# عقاب دریایی شکم‌سفید
عقاب  دریایی شکم‌سفید (نام علمی: Haliaeetus leucogaster) نام یک گونه روزگرد از سرده عقاب دریایی است. این پرنده شکاری توسط یوهان فریدریش گملین در سال ۱۷۸۸ میلادی توصیف علمی شد. این گونه در اقیانوسیه، آسیای جنوبی و جنوب شرقی مثل بنگلادش، هند، فیلیپین، استرالیای جنوبی و غربی، تایلند و تاسمانی زندگی می‌کند.